# Tillandsia contorta
Tillandsia contorta là một loài thực vật có hoa trong họ Bromeliaceae. Loài này được Mez & Pittier miêu tả khoa học đầu tiên năm 1903.